# Wappen von Lázně Kynžvart
Das Wappen der Stadt Lázně Kynžvart ist ein Hoheitszeichen der Stadt Lázně Kynžvart (dt. Bad Königswart) im Bezirk Eger in der Karlsbader Region, das einen Verweis auf das Vogtland enthält, zu dessen böhmischem Teil die Stadt gehört.

## Blasonierung
Die Blasonierung gibt die Stadt wie folgt an:

„In einem Rot-Silber gespaltenen Schild ein halber goldener Löwe mit silberner Rüstung und goldener Zunge.“

## Geschichte und Begründung
Das Wappen geht auf die Vögte von Plauen zurück, die die Gegend einst beherrschten. Damals – im 15. Jahrhundert – war der Löwe, den die Vögte bereits seit dem 14. Jahrhundert führen, auf einem schwarzen Schild abgebildet. Das Wappen wurde in seiner heutigen Form am 26. Februar 2018 durch den Stadtrat beschlossen. Am 3. März erfolgte die Verleihung an die Stadt durch den Präsidenten der Abgeordnetenkammer und am 25. Juni jenes Jahres erfolgte die feierliche Übergabe. 

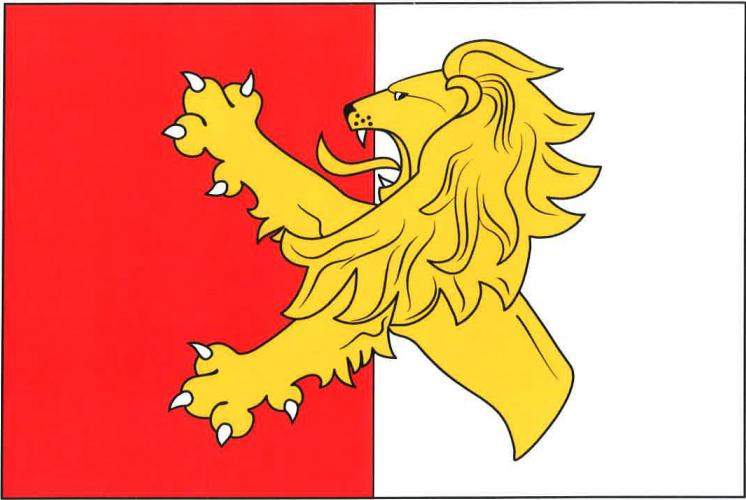

## Flagge
Die Flagge der Stadt ist senkrecht geteilt und in den Stadtfarben Rot-Weiß gehalten und trägt mittig das Stadtwappen. Sie hat das Verhältnis 2 zu 3.

## Belege
1. ↑  Symboly města – Oficiální stránky města Lázně Kynžvart. Abgerufen am 29. September 2023.